# Barrera de amor
Barrera de amor es una telenovela mexicana y última producción de Ernesto Alonso para Televisa. Basada en una historia original de Liliana Abud. Fue la última telenovela producida por Ernesto Alonso.
Protagonizada por Yadhira Carrillo y Sergio Reynoso, coprotagonizada por Susana Diazayas y Aarón Díaz, con las participaciones antagónicas de Raquel Olmedo, Alexis Ayala, Gerardo Murguía, Chantal Andere, Armando Araiza y Alexa Damián. Cuenta además con las actuaciones estelares de Manuel Landeta y Norma Herrera.

## Sinopsis
María Teresa Galván conocida como Maité es una muchacha noble, pobre y de buena educación con una vocación nata para la cocina, mismo talento que desarrolla al trabajar en una fonda con su tía Griselda, con quien vive en Santa María un Pueblo de  Aguascalientes. Maité es pareja de Luis Antonio un hombre que ha quedado viudo recientemente y que vive junto a sus hijos Andrés y Daniel quienes ven a Maité como una madre, este trabaja como veterinario en la Hacienda Valladolid. Griselda y Maité son contratadas por la matriarca de la casa Jacinta Valladolid para satisfacer sus gustos en la cocina. Doña Jacinta es una viuda cruel, clasista y fanática religiosa católica, obsesionada con sus creencias, convencida de que "Dios actúa a través de ella" y que finge sentimientos de humildad ante el pueblo; Jacinta es también ahora la encargada de la Hacienda Valladolid donde se crían toros y vaquillas para el ruedo, y vive con su hijo Adolfo; además tiene la compañía de Remedios y Federico. Remedios es una mujer buena, que fue amante del difunto marido de Jacinta, Pedro Valladolid. Ella aceptó volverse una empleada más en la Hacienda Valladolid y así recibir una modesta ayuda económica de Jacinta, creyendo que hacía lo mejor para su hijo Federico, producto de su amor con Pedro, quién recibiría lo mejor. Pero en realidad, Jacinta lo único que quería era envenenar a Federico contra su madre, para arrebatarle el cariño de él hacia Remedios.
Adolfo es un hombre de bajas pasiones acostumbrado a tener a cualquier mujer, y cuando ve a Maité se encapricha con ella y no descansa hasta que la hace suya a la fuerza. Luis Antonio se entera y loco de ira golpea a Adolfo y por ello termina preso, Maité pide a Adolfo que retire la demanda, pues si no lo hace los hijos de Luis Antonio terminaran en una casa hogar. Adolfo chantajea a Maité, pues accede a retirar dicha demanda siempre y cuando se case con él. Maité acepta y Luis Antonio es liberado para terminar yéndose del pueblo con sus hijos rumbo a Ensenada. Adolfo rompe su compromiso con Manola Linares quien molesta reclama a Jacinta la decisión de Adolfo, Manola había sido amante de Federico desde antes del compromiso con Adolfo, y cuando se da cuenta de que está en riesgo su futuro económico decide casarse con el millonario Gustavo Zamora, a quien engaña para hacerle creer que espera un hijo, Rodrigo que en realidad es de Federico. Maité y Adolfo se casan cuando esta se entera de que está embarazada.
Maité da a luz a una niña, lo que provoca la ira de Jacinta, ya que ella quería un nieto varón que pudiese continuar la estirpe de los Valladolid, Tras el nacimiento de Valeria, Maité empieza a sentir cariño por Adolfo y sabe que la responsable de sus traumas es su madre Jacinta, quien odia a Maité por considerarla una mujer "inmoral", de clase muy pobre y poco religiosa, y empieza a armar un plan en su contra para quitarle a su hija. Griselda, una empleada de la hacienda y Martina, nodriza de Valeria descubren los planes de Jacinta y cuando piensan descubrirla ante todos, Jacinta le prende fuego a la cabaña donde se encontraban. Jacinta intenta quitarle la custodia de la niña a Maite alegando que no está capacitada para educarla, entonces Maité intenta huir con la niña pero es atrapada por Federico, Jacinta la demanda por abandono de hogar y le quita la custodia de la niña. Entonces Maité se marcha a la capital donde consigue trabajo como cocinera en un café que se encuentra enfrente de un burdel, situación que Jacinta aprovecha para hacer creer a todo el pueblo que Maité terminó trabajando en un burdel.y las de más persona pesaban que ella era una asesina porque su esposo abusó de ella y ella le tiene rencor pero murió en un accidente.
Años más tarde Valeria es enviada por Jacinta a un internado en Canadá; Jacinta además paga los estudios de Juanita, la hija de Martina, ya que se siente culpable por haber matado a su madre. Maité y el dueño del café, Víctor se vuelven amigos y confidentes aunque Víctor deja claro a Maité que él es homosexual. Magdalena, una muchacha de Aguascalientes y quien fuera amante de Adolfo por varios años, llega destruida y embarazada a trabajar en el burdel de enfrente; Maité y Víctor la apoyan durante su embarazo pero muere asesinada años más tarde a manos de Rafael, al descubrir que Jacarandá, una de las prostitutas y Rafael, cliente del burdel son cómplices de Doña Jacinta, quien les ha estado siguiendo los pasos a Maité y a Magdalena, a través de ellos. Magdalena encarga a su hija Verónica a Maité y Víctor, quienes se vuelven grandes amigos y crían a Verónica como hija suya.
Ahora Maité tiene una hija por quien ver y luchar, luego le consigue una beca de estudios en Canadá, justo en el mismo colegio donde estudia Valeria. Verónica, Valeria y Juanita se convierten en amigas inseparables aunque ninguna sabe que su pasado está ligado a Jacinta Valladolid. 
En Baja California vive Luis Antonio junto a Daniel y Andrés, ahora Luis Antonio vive amargado y deprimido, Andrés practica toreo a escondidas de su padre y gracias a ello recibe la oportunidad de viajar a Aguascalientes donde Valeria está de visita, ahí se conocen y se enamoran sin saber que el amor que surge entre ellos es el detonante del resurgimiento del amor de sus padres, quienes no se han olvidado uno del otro y están más cerca que nunca.
Jacinta Valladolid, Manola Linares y Federico Valladolid serán la barrera que tratará de mantener el rencor entre las parejas, a la vez que tendrán que luchar por no ser descubiertos, y aún intentarán destruir a Maité... ¿lograrán su objetivo?

## Elenco
- Yadhira Carrillo - María Teresa "Maité" Galván Martínez
- Sergio Reynoso - Luis Antonio Romero
- Alexis Ayala - Federico Gómez
- Raquel Olmedo - Jacinta López Reyes vda. de Valladolid
- Chantal Andere - Manola Linares de Zamora
- Norma Herrera - Remedios Gómez
- Gerardo Murguía - Adolfo Valladolid López
- Manuel Landeta - Víctor García Betancourt
- Aarón Díaz - Andrés Romero
- Armando Araiza - Rodrigo Zamora Linares
- Alexa Damián - Verónica García Galván / Vera / Violeta
- Alberto Agnesi - Daniel Romero
- Ana Brenda Contreras - Juana "Juanita" Sánchez
- Arturo Posada - Baldomero Sánchez
- Susana Diazayas - Valeria Valladolid Galván
- Luis Gimeno - Josefo Maldonado
- Aarón Hernán - José Maldonado
- Juan Peláez - Sergio López Reyes
- Antonio Medellín - Octavio Mendoza
- Emilia Carranza - Josefina Maldonado
- Jorge Vargas - Miguel Franco
- Guillermo Aguilar - Don Elías
- Yolanda Ciani - Doña Norma
- Julio Monterde - Padre Anselmo
- Rossana San Juan - Magdalena
- David Ostrosky - Ulises Santillana
- Juan Carlos Casasola - Pancho
- Graciela Bernardos - Griselda Martínez
- Aleyda Gallardo - Martina de Sánchez
- Paty Díaz - Nuria de Romero
- Raymundo Capetillo - Nicolás Linares
- Xavier Marc - Gustavo Zamora
- Rosángela Balbó - Cayetana Linares
- David Ramos - Dionisio Pérez y Pérez
- Ignacio Guadalupe - Teodoro Sánchez
- Mario Cid - Padre Raúl
- Rosita Bouchot - Leticia
- Lucy Tovar - Bertha
- Virginia Gutiérrez - Cleotilde Ramos
- Jerardo - Rafael Garduño
- Mario del Río - Guillermo
- Elizabeth Aguilar - Jacarandá
- Tere Valadez - Elvira
- Elsy Reyes - Sor María de Jesús
- Ruth Sheinfeld - Mónica
- Antonio Miguel - Nabuco
- Óscar Ferretti - Celerino
- Paola Flores - Evelia
- Joana Benedek - Leonela
- Alejandro Correa - Andrés Romero (niño)
- Daniel Berlanga - Daniel Romero (niño)
- Miguel Martínez - Andrés Romero (puberto)
- Carlos Speitzer - Daniel Romero (puberto)
- María Dolores Oliva - Rosaura
- Claudia Ortega - Reyna
- Antonio Vela - Omar Cardona
- Haydee Navarra - Berenice
- Sugey Ábrego - Leticia

### Historia previa
- Federico Pizarro - Pedro Valladolid
- Pedro Armendáriz Jr. - Don Pedro Valladolid
- Farah Abud - Jacinta López Reyes de Valladolid (joven)
- Manuel "Flaco" Ibáñez - Nicanor López
- Adriana Laffan - Ramona Reyes de López
- Cristina Bernal - Remedios Gómez (joven)
- Sergio Argueta - José Maldonado (joven)
- Daniel Habif - Sergio López Reyes (joven)

## Banda sonora
1. "Cómo duele" - Noelia
2. "Maldita soledad" - Aracely Arámbula
3. "Lágrimas solas" - Canessa Colaiutta
4. "Me acordé de ti" - Mijares
5. "Solo él y yo" - Pandora
6. "Tan dentro" - Lourdes Santiago
7. "Sin ti no soy nada" - Amaral
8. "Hablan" - Ricardo Montaner
9. "Cómo sería" - Soraya
10. "Luna mágica" - Rocío Banquells
11. "Quiero amanecer con alguien" - Daniela Romo
12. "Se me hizo fácil" - Consorcio

## Premios y nominaciones
- Instituto de Lenguas Indígenas (2005) Reconocimiento a Ernesto Alonso por mantener las lenguas indígenas en personajes que hablan en náhuatl en el melodrama Barrera de amor[2]

### Premios Califa de Oro
| Año  | Categoría          | Nominado(a)        | Resultado |
| ---- | ------------------ | ------------------ | --------- |
| 2006 | Destaca actuación  | Raquel Olmedo      | Ganadora  |
| 2006 | Destaca actuación  | Aarón Díaz         | Ganador   |
| 2006 | Destaca producción | Luis Manuel Barona | Ganador   |

### Premios Glaad 2007
| Año  | Categoría    | Nominado(a)    | Resultado |
| ---- | ------------ | -------------- | --------- |
| 2007 | Mejor Novela | Ernesto Alonso | Nominado  |

### TV Adicto Golden Awards
| Año  | Categoría               | Nominado(a)                                      | Resultado |
| ---- | ----------------------- | ------------------------------------------------ | --------- |
| 2007 | Mejores libretos        | Liliana Abud Orlando Merino Jaime García Estrada | Ganadores |
| 2007 | Mejor personaje juvenil | Alexa Damián                                     | Ganadora  |
| 2007 | Mejores locaciones      | Ernesto Alonso                                   | Ganador   |